# Protestos no sudeste da Europa (2024–2025)
Desde o final de 2024, protestos têm ocorrido na Sérvia e na Eslováquia, com grandes ecos na Macedónia do Norte, Turquia, Montenegro e Grécia. Impulsionados pela indignação pública face à corrupção, colapso democrático e aos acontecimentos trágicos, os protestos foram em grande parte liderados por estudantes e impulsionados pelas gerações mais jovens que exigiam transparência e responsabilização. Os manifestantes de toda a região fizeram referência explícita aos protestos e slogans uns dos outros, fomentando um sentimento de solidariedade transfronteiriça.

## Contexto

### Descontentamento regional

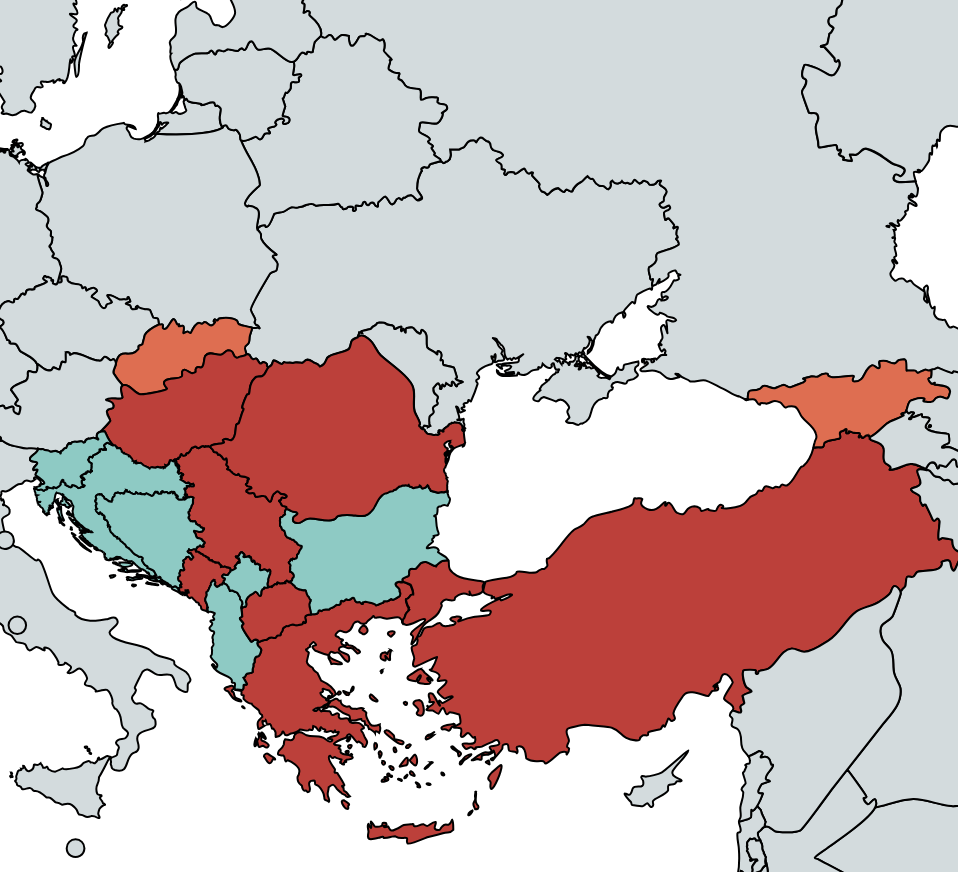
Países do Sudeste Europeu com protestos em 2024-25 Países do Sudeste Europeu com protestos Países não pertencentes ao sudeste europeu dentro do evento Países do Sudeste Europeu sem protestos

Ao longo da década de 2010 e início da década de 2020, os países do sudeste da Europa vivenciaram o declínio dos padrões democráticos, corrupção arraigada e tendências autoritárias crescentes. Na Sérvia, a liberdade de imprensa e os controlos institucionais foram erodidos sob a liderança do Presidente Aleksandar Vučić. A Eslováquia testemunhou preocupações semelhantes com o regresso do Primeiro-Ministro Robert Fico, cuja administração assumiu uma posição mais pró-Rússia e minou as instituições independentes.

## Protestos iniciais

### Sérvia: Desabamento da estação de Novi Sad
A 1 de novembro de 2024, a recém-formada estação ferroviária de Novi Sad desabou, matando 16 pessoas. A tragédia esteve ligada à corrupção e à má gestão de um projeto de infraestruturas financiado pela China. A indignação pública aumentou rapidamente e os protestos começaram depois que estudantes universitários foram atacados por bandidos do partido no poder durante o tributo silencioso às vítimas do desabamento da cobertura da estação ferroviária de Novi Sad . Os protestos diários começaram em Novi Sad e espalharam-se por todo o país, com slogans como "A corrupção mata" ( Korupcija ubija ), o principal símbolo dos protestos é uma mão ensanguentada.

### Eslováquia: pivô pró-Rússia e visita a Moscovo
Em dezembro de 2024, o primeiro-ministro eslovaco Robert Fico fez uma visita controversa a Moscovo, encontrando-se com o presidente Vladimir Putin . Fico também suspendeu a ajuda militar à Ucrânia. Estes desenvolvimentos, combinados com escândalos de corrupção anteriores, reformas judiciais controversas no direito penal e campanhas de desinformação, desencadearam protestos em massa em Bratislava e noutras cidades. Os manifestantes agitaram bandeiras da UE e gritaram a frase "A Eslováquia é Europa".

### Grécia: acidente de comboio em Tempi
O acidente ferroviário de Tempi, na Grécia, em 28 de fevereiro de 2023, que matou 57 pessoas, tornou-se um precursor emocional. O segundo aniversário da tragédia desencadeou manifestações memoriais na Grécia e no mundo todo pela diáspora grega, exigindo justiça rápida e justa pela memória das vítimas e seus familiares.

### Macedônia do Norte: incêndio na boate Kočani
Em março de 2025, um incêndio numa boate em Kočani matou 59 pessoas, desencadeando protestos em massa em Escópia e outras cidades. Os manifestantes atribuíram o desastre aos padrões de segurança fracos e à corrupção, ecoando slogans de protesto sérvios.

### Turquia: Detenção de Ekrem İmamoğlu
No início de 2025, o líder da oposição turca e presidente de Istambul , Ekrem İmamoğlu, foi preso sob acusações amplamente consideradas como motivações políticas. A prisão desencadeou manifestações em massa por toda a Turquia, particularmente em Ancara, Esmirna e Istambul .

### Roménia: Eleições presidenciais de 2024–2025
A partir de novembro de 2024, foram relatados protestos esporádicos na Roménia, tanto nos campos pró-UE como nos anti-UE. A ascensão repentina de Călin Georgescu, um candidato independente pró-Rússia nas eleições presidenciais de 2024 desencadeou, inicialmente, protestos liderados por estudantes que se opuseram devido às suas opiniões controversas e antidemocráticas, o que também resultou na anulação da primeira volta. Desde então, vários protestos, tanto em apoio quanto contra o candidato, foram registrados, principalmente na capital, Bucareste . Em relação aos outros países, eles eram significativamente menores em tamanho.

### Hungria: Escândalo do perdão
No início de 2024, um escândalo eclodiu em torno da revelação do facto de que em 2023, a ex-presidente da Hungria Katalin Novák perdoou Endre Kónya, que foi condenado por ajudar a encobrir os crimes de pedofilia de seu superior, forçando uma das vítimas a retirar sua confissão. Pouco depois, ela renunciou, junto com a ex-ministra da Justiça, Judit Varga, tanto de seu assento parlamentar quanto de seu papel como líder de lista no Parlamento Europeu por seu partido, o Fidesz . Mais tarde, o ex-marido de Judit Varga, Péter Magyar, revelou uma gravação da esposa dela falando sobre "remover-se da lista", sendo "eles" muitos funcionários proeminentes e de alto escalão do Fidesz e do governo, e a "lista" sendo a lista de suspeitos num caso não identificado. Isso acabou levando ao nascimento do Partido Tisza, que até hoje é o principal partido de oposição na Hungria. Juntamente com isto, a proibição do Orgulho LGBT na Hungria de 2025 (e a legalização dos sistemas de reconhecimento facial para impor esta proibição), juntamente com campanhas de difamação repetitivas contra muitos candidatos da oposição, principalmente Magyar, fizeram com que os protestos se intensificassem.

### Geórgia: Eleições parlamentares de 2024
Em 26 de outubro de 2024, eleições parlamentares foram realizadas na Geórgia, que levaram o partido no poder, Sonho Georgiano, a obter uma maioria absoluta de 53%. Após a eleição, protestos eclodiram, acusando o partido no poder de falsificar os resultados eleitorais por meio de fraude eleitoral e intimidação de eleitores. A decisão de adiar a integração europeia da Geórgia para 2028, bem como as prisões e maus-tratos de jornalistas e figuras importantes dos partidos de oposição por parte das autoridades policiais, fizeram com que o movimento de protesto se fortalecesse.

## Grandes protestos

### Geórgia
Após as eleições parlamentares georgianas de 2024, em 26 de outubro de 2024, protestos eclodiram após relatos sobre fraude eleitoral, intimidação de eleitores e pressão política contra partidos de oposição. Após a decisão do Governo da Geórgia de adiar a integração europeia da Geórgia em 28 de novembro, bem como uma eleição presidencial disputada, o movimento de protestos ganhou um impulso significativo. Após várias prisões de jornalistas e políticos da oposição e seus subsequentes maus-tratos por parte das autoridades policiais, isso desencadeou o anúncio e a aplicação de sanções contra altos funcionários do governo e do partido no poder.

### Sérvia
As manifestações lideradas por estudantes se tornaram um dos maiores movimentos cívicos na Sérvia desde a "Revolução Bulldozer" de 2000. O movimento permaneceu pacífico e descentralizado. As marchas semanais em Belgrado atraíram até 275.000 pessoas. O lema “15 minutos para 15 vidas” tornou-se um símbolo de recordação. Figuras públicas como Novak Djokovic e membros da Igreja Ortodoxa Sérvia expressaram apoio. Os protestos levaram à demissão do primeiro-ministro Miloš Vučević, mas o presidente Vučić recusou-se a demitir-se.

### Eslováquia
Dezenas de milhares protestaram contra as políticas pró-Rússia de Fico. Grupos cívicos e partidos de oposição formaram uma aliança exigindo sua renúncia ou uma mudança para uma posição pró-UE. Fico alegou uma tentativa de golpe de Estado no “Maidan Eslovaco” orquestrada por ONGs estrangeiras. Sua coalizão governamental tornou-se instável, e eleições antecipadas foram discutidas.

### Turquia
A prisão de Ekrem İmamoğlu levou aos maiores protestos na Turquia desde os protestos do Parque Gezi em 2013. Os manifestantes acusaram o presidente Recep Tayyip Erdoğan de autoritarismo, abuso de poder e uma ampla mudança em direção à autocracia. Os slogans incluíam "Justiça para Imamoglu" e "A Turquia não está sozinha".

## Resposta internacional
Líderes europeus como Ursula von der Leyen e Petr Fiala pediram aos governos que atendessem às demandas públicas. O presidente ucraniano Volodymyr Zelenskyy criticou Fico por minar a estabilidade regional. Celebridades como Madonna, Shirley Manson do Garbage e Alyssa Milano apoiaram publicamente os protestos nas redes sociais. Os organizadores estudantis sérvios foram nomeados para o Prémio Nobel da Paz de 2025 pelos parlamentares europeus. Altos funcionários do governo georgiano e do partido no poder Sonho Georgiano, incluindo Bidzina Ivanishvili, Irakli Kobakhidze, Vakhtang Gomelauri e Zviad Kharazishvili, foram sancionados pelos EUA, Reino Unido e União Europeia.